# Jonas Buer
Jonas Buer (21 gennaio 2001) è uno sciatore alpino norvegese.

## Biografia
Specialista delle prove veloci attivo dal novembre del 2017, Buer ha esordito in Coppa Europa il 29 novembre 2021 a Zinal in supergigante (33º); non ha debuttato in Coppa del Mondo e non ha preso parte a rassegne olimpiche o iridate.

## Palmarès

### Coppa Europa
- Miglior piazzamento in classifica generale: 95º nel 2025

### Campionati norvegesi
- 1 medaglia:
  - 1 argento (discesa libera nel 2024)